# Бельская (Тверская область)
Бельская — деревня в Калязинском районе Тверской области. Входит в состав Нерльского сельского поселения.

## География
Находится в юго-восточной части Тверской области на расстоянии приблизительно 17 км на юг по прямой от районного центра города Калязин.

## История
Была отмечена на карте 1825 года. В 1859 году здесь (тогда деревня Калязинского уезда Тверской губернии) было учтено 9 дворов, в 1941 — 22, в 1978 —15 .

## Население
Численность населения: 61 человек (1859 год), 3 (русские 100 %) в 2002 году, 1 в 2010.